# Phare de Monte del Faro
Le phare de Monte del Faro (ou phare de Cíes) est un phare situé sur l'île médiane des îles Cies dans l'embouchure des Rías Baixas, appartenant à la commune de Vigo, dans la province de Pontevedra (Galice en Espagne).
Il est géré par l'autorité portuaire de Vigo.

## Histoire
Les Îles Cíes (l'île du Nord, appelée Monteagudo, l'île médiane, appelée Do Faro, et l'île du Sud, San Martiño) ont été déclarées Réserves Naturelles en 1980, et font partie du Parc national des Îles Atlantiques de Galice, créé en 2002. Plusieurs phares se trouvent sur les îles Cies.
Le phare de Monte del Faro est le principal de l'archipel. Il tire son nom du fait qu'il a été érigé sur le plus haut point de l'île Do Faro, accessible par un chemin très escarpé. Ce phare a été construit dès 1851 et mis en service en 1853. C'est un tour cylindrique de 10 m de haut, avec galerie double et lanterne, à côté d'une maison de gardiens en granit d'un étage. L'ensemble est non peint, seule la lanterne est blanche.
L'édifice et le système de signalisation actuel date de 1980. Il émet, à 187 m au-dessus du niveau de la mer, un groupe de 2 éclats blancs, toutes les 8 secondes, visible jusqu'à 40 km. Le site du phare est le lieu visité par les randonneurs, en été, qui viennent sur l'île par le Ferry.
Identifiant : ARLHS : SPA181 ; ES-04740 - Amirauté : D1884 - NGA : 2920.
|                |
| Monte del Faro |

|          |
| Le phare |

|             |
| La lanterne |

### Lien connexe
- Liste des phares d'Espagne